# 홍만병초
홍만병초(紅萬病草, Rhododendron brachycarpum var. roseum)는 진달래과의 상록관목이다. 만병초의 변종으로 한국에서는 지리산, 울릉도, 강원도 및 북부지방 등을 비롯해 북한에 분포한다.

## 형태
수술 10개, 수술대, 암술대, 씨방, 잎, 줄기, 열매로 이루어졌다. 높이는 4m에 달하고 한 해가 되면 가지에 회색털이 밀생하지만 곧 사라지며 갈색으로 변한다. 잎의 모양은 타원형 또는 타원상 피침형이며 끝이나 밑이 얕은 심장 모양이거나 둥글다. 어긋나기하지만 가지 끝에서는 5~7개가 모여나기도 하고 길이는 8~20 cm, 폭 2~5cm로서 표면은 짙은 녹색이며 주름살이 진 것 같고 뒷면은 회갈색 또는 연한 갈색털이 밀생하며 가장자리에 톱니가 없고 뒤로 말린다. 잎자루는 길이 1~3cm로서 회색털이 밀생하지만 없어진다. 꽃은 진한 홍색으로 피며 10~20개가 가지끝에 달리고 개화한다. 화경(꽃자루)는 붉은빛을 띤 갈색이고 털이 있으며 길이 1.8∼2.5cm에 이른다. 화탁(꽃받침)은 짧고 5개로 갈라지며 화관(꽃부리)는 깔때기 모양이고 안쪽 윗면에 녹색 반점이 있으며 5줄로 배열되어 있다. 수술은 10개로서 길이가 서로 다르고 수술대 기부에 털이 있으며 씨방 에 갈색털이 밀생하고 암술대에 털이 없다. 열매는 9월에 열리는데, 갈색이며 삭과로서 길이 2cm이상으로 원기둥 모양이다.

## 재배
7월에 개화하며 10~20개가 핀다. 내음성이 강한 고산식물이다. 항상 안개가 끼어서 공중습도가 높은 환경에서 잘 자란다. 공해에 약하며 꽃이 아름답지만 도심지의 식재에는 부적격이다. 내한성은 강하며 오히려 더운 곳에 견디지 못한다. 이식은 다소 곤란하다. 맹아력은 약하다.
직사광선을 싫어하므로 반그들진 곳이 좋으며 여름은 고온이 심한 곳은 피한다. 시원하고 배수가 잘 되는 곳 토심이 깊고 부식질이 많은 비옥 적윤한 곳에서 번성한다.
가능하면 토심이 깊고 화산회토가 많은 부식토가 이상적이다. 주야간의 온도 차이가 심하지 않은 곳이 적지이다.

## 번식
번식은 실생과 꺽꽂이로 번식한다.
9월에 씨가 갈색으로 익으면 벌어지기 전에 따서 봉지에 넣어 벌어지게 한다. 씨가 잘다. 터지면 씨를 삶은 이끼나 피트모스에 직파하거나 이듬해 봄에 같은 용토에 뿌린다. 파종 기간은 20도 전후로 될 수 있으면 빠른 편이 좋다. 다소 두텁게 파종되지 않게 주의하여 파종 전 용토에 충분히 관수해 주었다 뿌리고 파종 후 흙은 덮지 않는다. 해 가리개 하여 주고 발아할 때까지 분무기로 관수하여 건조하지 않게 관리한다. 발아 후 5도 이하로 내려가지 않게 주의한다. 개각충이 발생하기 쉽다. 개각충으로 인해 그을음이 생긴다. 철쭉류의 병충해 구제요령으로 구제한다. 맹아력이 약하므로 전정은 안한다.

## 쓰임새
고랭지의 관광지, 유원지의 정원화목으로 독립수로도 아름답고 줄지어 심어도 좋으며 고궁이나 사찰 등의 큰 나무 밑에 심어도 좋다. 암석원, 연못가에도 적합하다. 단 산에서 직접 캐다가 심으면 이식이 쉽지않아 실패율이 많으므로 양묘장에서 재배한 것을 선택하는 것이 좋다. 분화초와 절화로도 쓰인다. 한방과 민간에서 잎을 발진, 강장, 이뇨, 건위, 류머티즘, 이질, 구토, 고혈압, 저혈압, 당뇨병, 신경통, 관절염, 두통, 생리 불순, 양기 부족, 비만증, 무좀, 축농증, 중이염 등의 질병에 쓰이며 조경 소재 및 허브 가든에 쓰인다. 단, 유독성이있어 주의해야 한다.

## 참고
1. 1 2  국가생물종 지식정보시스템 http://www.nature.go.kr/wkbik1/wkbik1312.leaf?hback=true&plntIlstrNo=37703#.UpadMNJFDKg 보관됨 2013-12-13 - 웨이백 머신
2. ↑  두산백과 https://terms.naver.com/entry.nhn?docId=1155770&mobile&cid=200000000&categoryId=200003328
3. 1 2 3  최영전 (2007년 5월 5일). 《관상수 재배 기술》. 서울: 오성출판사. 446쪽.
4. ↑  국내학술지논문
만병초 자생지의 환경생태학적 특성 = 이병철 http://www.riss.kr/search/detail/DetailView.do?p_mat_type=1a0202e37d52c72d&control_no=0bf624c85ce1b756ffe0bdc3ef48d419#redir